# Arme thermobarique
Pour les articles homonymes, voir HIT, FAE et FAX.

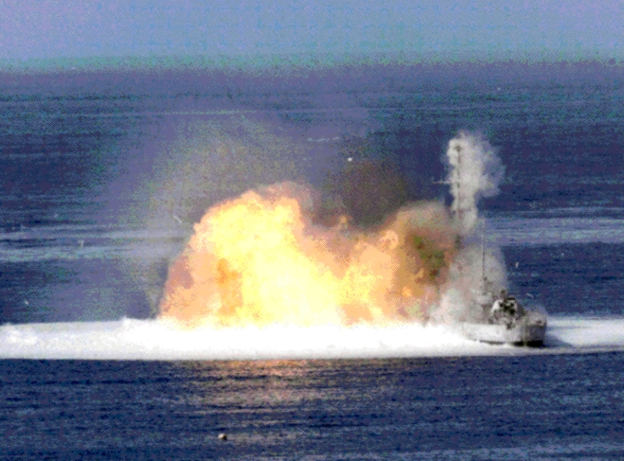
Tir d'un fuel air explosive de l'US Navy contre un navire cible, l'USS McNulty, en 1972.

Une arme thermobarique est une arme de type conventionnel, explosive, qui combine des effets thermiques, d’onde de choc et de dépression.
On appelle aussi ce type d’arme, des armes thermobariques à surpression (« high-impulse thermobaric weapons », « HITs » en anglais), des explosifs carburant-air (« fuel-air explosives », « FAE » ou « FAX »), des bombes aérosols ou des bombes à vide.

## Terminologie
Le terme « thermobarique » vient des mots grecs θερμός (thermós), « chaleur », et βαρύς (barús), « lourd », ce dernier prenant le sens de « pression » ou « pesanteur » dans les mots savants. Ces deux racines font appel aux deux principaux effets produits par cette bombe.
La racine grecque βαρύς donne le plus souvent le préfixe bary- en français pour construire des mots tels que « barycentre » et « barymétrie »,.
Il n'y a pour l'instant aucune référence lexicographique pour les adjectifs « thermobarique »,,, et « thermobaryque »,,,,. Cependant, l'usage,,, penche pour l'orthographe « thermobarique ».

## Principe de fonctionnement
Les armes thermobariques contiennent essentiellement trois éléments : 
- un réservoir de combustible volatil, sous forme de liquide ou de fine poudre (explosive ou métallique), qui sera dispersé par
- un premier dispositif (souvent une première charge explosive) pour former un mélange explosif avec l'air, et
- un second dispositif (seconde charge explosive) qui provoque l'explosion proprement dite de ce mélange.

Comme l'oxygène de l'air participe à la réaction chimique (ce qui n'est pas le cas pour les explosifs classiques), elle utilise principalement un simple carburant (d'où le nom de Fuel-Air explosive) au lieu d'explosifs couteux et dangereux, l'énergie libérée est plus grande par unité de masse de la bombe et elle peut produire une surpression 1,5 à 2 fois plus puissante qu'une bombe conventionnelle. De plus, après l'explosion il se produit une dépression de l'air produisant un effet de souffle inversé ; comme elle consomme l'oxygène elle peut également produire un effet d'asphyxie en milieu confiné.
L'inconvénient est que la bombe a besoin d'air pour fonctionner.
Ce principe de fonctionnement est compatible avec des armes de toute taille, de la plus petite grenade à la plus grosse bombe non nucléaire, tant que de l'air est présent.

## Effets et situations d'utilisation
Depuis les années 2000, on les utilise comme armes tactiques de bas niveau (section et groupe de combat) et elles remplacent les lance-flammes. Montées sur un lance-roquettes, elles permettent notamment par un tir à l’entrée d’un abri, mais aussi d'un bâtiment ou de fortifications, de tuer des hommes même loin en profondeur, grâce aux deux explosions induisant la surpression puis la dépression successives dont l'effet est particulièrement favorisé dans des espaces clos. Elles sont efficaces contre des abris défendus par des sacs de sable ou des individus équipés de gilets pare-balles, ou encore contre des personnes abritées dans des véhicules blindés.
Par ailleurs, les armées américaines envisagent l'utilisation d'armes thermobariques pour la destruction de bâtiments de production ou de stockage d'armes NRBC tout en retenant les substances NRBC à l'intérieur des bâtiments ou en les détruisant par la chaleur.

## Historique
La Luftwaffe procéda aux premiers essais en 1943-1944[réf. souhaitée].
Le 28 juillet 1948, un accident dans une usine chimique à Ludwigshafen (nuage de méthoxyméthane à la suite d'une fuite sur un wagon-citerne suivie d'une explosion) montre l'effet dévastateur que peut avoir le procédé.
L’OTAN les a introduits dans sa doctrine dans les années 1970, sous le nom de FAE (fuel-air explosives), en les destinant à une utilisation contre des concentrations de véhicules ennemis.
Israël a été accusé à une occasion d'avoir utilisé ce type d'armes pendant le siège de Beyrouth en août 1982, lors de la destruction d'un bâtiment civil près du jardin de Sanayeh (l'immeuble Acar). Le chef d'état-major israélien, Rafael Eitan, ainsi que le Pentagone, ont ensuite démenti l'existence de « bombes à vide ». Une commission d'enquête internationale n'a pas conclu quant à la nature de l'arme utilisée mais a considéré que ce bombardement ayant causé de lourdes pertes civiles violait le principe juridique international de proportionnalité.
La Russie a testé en septembre 2007 la plus puissante bombe de cette catégorie, surnommée le « père de toutes les bombes », d'une puissance équivalente à 44 tonnes de TNT. Cette arme de destruction massive utilise 7 tonnes d'explosif et fait appel aux nanotechnologies pour disperser un nuage de carburant dans un rayon de 300 mètres.
Simples à fabriquer pour un État, d’une mise en œuvre aisée, elles se diffusent de plus en plus. Les forces du pacte de Varsovie en possédaient. Par ailleurs, les pays comme la Russie et la Chine en vendent.
Durant la guerre civile en Syrie, lors de combats autour de Palmyre, l'armée syrienne préfère l'utilisation d'armes thermobariques, qui font moins de dégâts aux bâtiments, notamment antiques, que les munitions classiques.
L'ambassadrice d’Ukraine aux États-Unis a accusé l'armée russe d'utiliser des armes thermobariques au cours de son invasion de l'Ukraine en 2022. Le ministère de la Défense du Royaume-Uni a annoncé le 9 mars 2022 que l'armée russe a utilisé le lance-roquettes multiples TOS-1A à projectiles thermobariques en Ukraine.
Au Soudan, des armes thermobariques ont été fournies par les Émirats arabes unis au RSF, qui se bat pour le contrôle du pays contre Abdel Fattah al-Burhan.
Le 29 mars 2024, pour la première fois, l’armée d’occupation russe a utilisé la bombe aérienne lourde FAB-500 en Ukraine, attaquant la ville de Velyka Pyssarivka, dans l'oblast de Soumy. Comme le souligne Julian Röpke, analyste des données ouvertes chez BILD, après l'impact de la FAB-500, un nuage de fumée de 1 km de haut s'est élevé dans le ciel. Une bombe aérienne à détonation volumétrique (ODAB) est un projectile thermobarique de l'ère soviétique qui, environ 10 mètres avant d'atteindre la cible, libère un liquide inflammable sous forme d'aérosol et y met le feu.

## Dans le monde

### Espagne
À partir de 1983, un programme de recherche militaire est développé en Espagne avec la collaboration du ministère de la Défense, particulièrement la direction générale de l'Armement et du Matériel, ainsi que les sociétés « Explosivos Alaveses » et « Explosivos Río Tinto » (ERT), dans le but de développer la BEAC (bombe carburant-air).
Le ministre de la Défense, Narcís Serra (en 1990) n'a pas exclu que l'Espagne puisse disposer d'une bombe air-carburant explosive (BEAC). Selon les informations journalistiques, les prototypes développés auraient été testés dans une zone désertique d'un pays tiers (au Chili) et actuellement l'armée de l'air espagnole aurait des unités de la BEAC. Cependant, il n'y a eu ni confirmation officielle ni démenti à cet égard.

## Législation internationale
Les armes thermobariques ne sont pas interdites par les conventions internationales. Cependant en 2007, Hervé Morin, ministre de la Défense français, indique que l'utilisation d'armes thermobariques « nécessite la mise en œuvre de vecteurs particulièrement précis afin de respecter les principes fondamentaux du droit des conflits armés », en particulier ceux des conventions de Genève.

## Armes munies d’explosifs thermobariques
- Le RPO-A Shmel (URSS/Russie)
- La grenade de 40 mm XM1060[30]

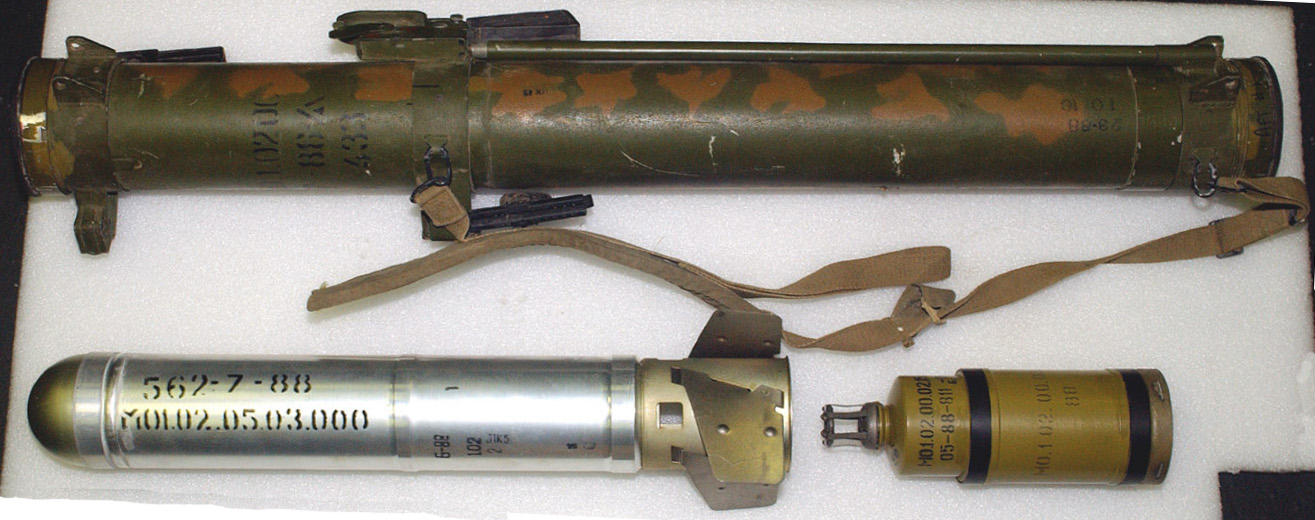
RPO-A Shmel (roquette et lanceur).

- Le missile à guidage laser semi-actif AGM-114N Hellfire II (US Army)[31]
- La bombe BLU-118 variantes de la bombe BLU-109 (US Army)
- Le TOS-1 « Buratino » (Russie)
- Le TOS-2 Tossotchka (Russie)
- La roquette TBG-7 pour lanceur RPG-7 (Russie)
- La roquette 9M55S du lance-roquettes multiple BM-30 Smerch (Russie)
- Le père de toutes les bombes (Russie).